# 사프로스피라과
사프로스피라과(Saprospiraceae)는 사프로스피라목에 속하는 의간균류 세균과의 하나이다. 3개 속으로 이루어져 있다.

## 하위 분류
- 아우레이스피아속 (Aureispira) Hosoya et al. 2006 - 2종
- 할리스코메노박테르속 (Haliscomenobacter) - 할리스코메노박테르과 (Haliscomenobacteraceae)로 분류.
- 레위넬라속 (Lewinella) - 별도의 레위넬라과 (Lewinellaceae)로 분류.
- 멤브라니콜라속 (Membranicola) Li et al. 2016 - 유일종 M. marinus
- Phaeodactylibacter - 할리스코메노박테르과 (Haliscomenobacteraceae)로 분류.
- Portibacter - 할리스코메노박테르과 (Haliscomenobacteraceae)로 분류.
- Rubidimonas
- 사프로스피라속 (Saprospira) Gross 1911 - 유일종 S. grandis